# 옴니 콜리시엄
옴니 콜리시엄(영어: Omni Coliseum)는 미국 조지아주 애틀랜타에 위치한 실내 경기장이다. 과거 NBA 애틀랜타 호크스와 NHL 애틀랜타 플레임스 IHL 애틀랜타 나이츠의 홈경기장으로 사용되었으며, 1996년 하계 올림픽 배구 경기를 개최했다. 그후 1997년 철거되고 그 자리에 필립스 아레나(영어: Philips Arena)가 들어서 있다.
| NBA 올스타전 개최 경기장 |                      |               |
| 1977년                   | 1978년 옴니 콜리시엄 | 1979년        |
| 밀워키 아레나            | 1978년 옴니 콜리시엄 | 폰티액 실버돔 |
|                          |                      |               |
|                          |                      |               |